# Helophorus arcticus
Helophorus arcticus är en skalbaggsart som beskrevs av Brown 1937. Helophorus arcticus ingår i släktet Helophorus och familjen halsrandbaggar. Inga underarter finns listade i Catalogue of Life.